# Makakahi (rivière)
La rivière Makakahi  (anglais : Makakahi River) est un cours d’eau de la région de Manawatu-Wanganui dans l’Île du Nord de la Nouvelle-Zélande.

## Géographie
Sa source est au sud de la ville d’Eketahuna. De là, elle s’écoule vers le nord-ouest, le long de la State Highway 2 / S H 2 (en) sur 40 km avant d’alimenter la rivière  Manawatu entre les villes de Pahiatua et de Woodville.